# Begonia furfuracea
Begonia furfuracea é uma espécie de Begonia, nativa da Guiné Equatorial e Camarões.